# Segeltorpsvägen

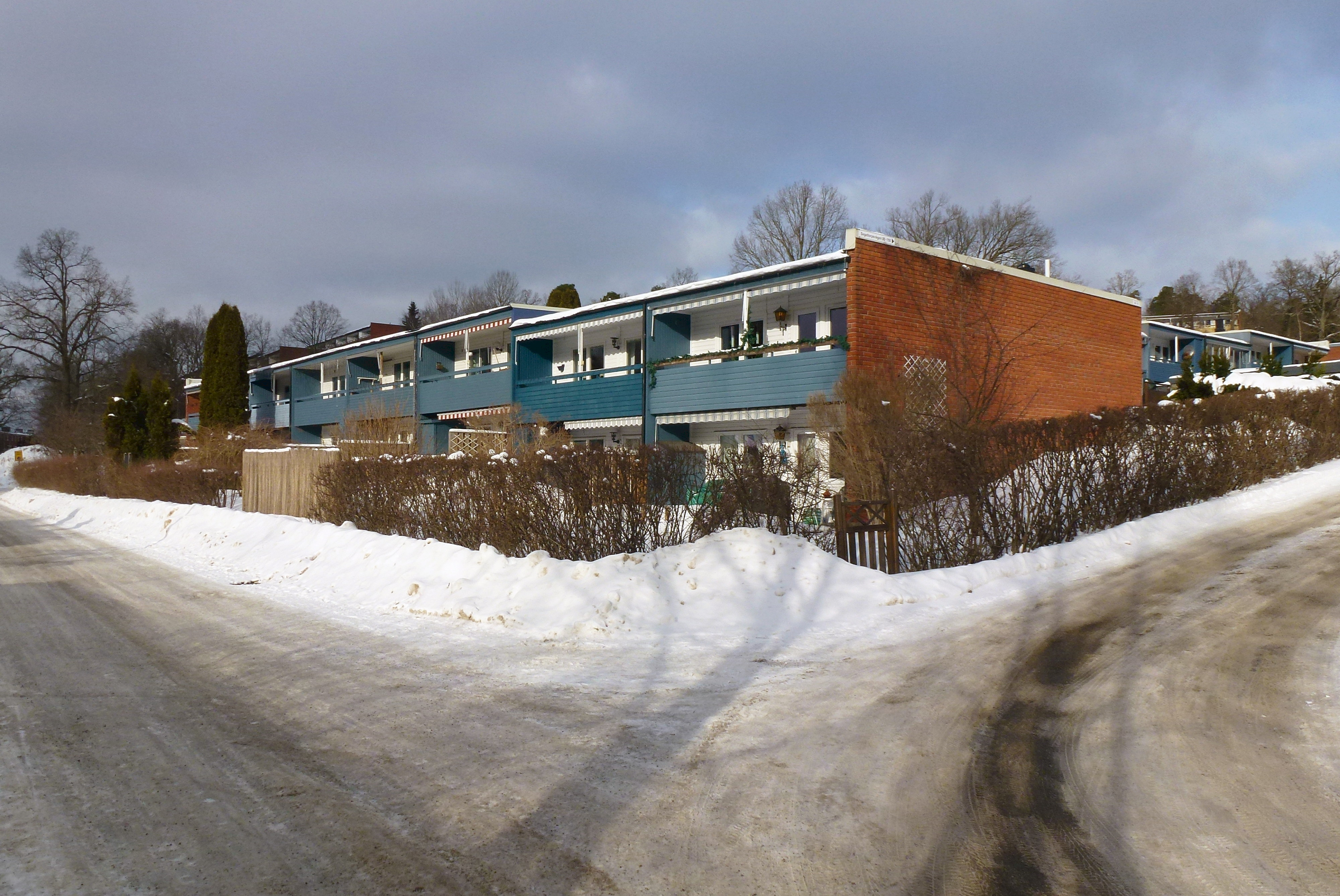
Bebyggelse vid Segeltorpsvägen i Segeltorp.

Segeltorpsvägen är en lokalgata i stadsdelen Herrängen  och kommundelen Segeltorp i södra Stockholm respektive i Huddinge kommun. År 1928 fick vägen sitt namn efter gården Segeltorp, som revs 1964.

## Namnet
Om namnets ursprung råder det delade meningar. Enligt en uppfattning härrör förleden Seger från sigh (sjuk), ett åldrigt uttryck för vattensjuk mark och sipprande vatten. Det finns även en tolkning som menar att namnet kan förknippas med någon av de många drabbningar, som under 1500-talet utkämpades mellan danskar och svenskar i dessa trakter. Det skulle alltså vara en militär seger för svenskarna som födde namnet Segerstorp. Enligt Jan Paul Strid (Ortnamn i Huddinge) handlar det dock om sägner utan historisk bakgrund. I början på 1900-talet började avstyckningen av tomter för villabebyggelse. I samband med detta ändras namnet "Segerstorp" till det nuvarande Segeltorp, som alltså inte har något samband med segel.
Själva gården Segeltorp var ett torp från tidig 1700-tal under säteriet Vårby gård och låg vid nuvarande Dalvägen 80-82, som utgör förlängningen av dagens Segeltorpsvägen mot nordväst. Byggnaden revs 1964 när radhusbebyggelse uppfördes på platsen.
| I Stockholm är kvartersnamnen utsatta, men inte i Huddinge. |  | I Stockholm är kvartersnamnen utsatta, men inte i Huddinge. |
| I Stockholm är kvartersnamnen utsatta, men inte i Huddinge. |  |                                                             |

## Vägsträckning och bebyggelse
Segeltorpsvägen går längs nordöstra sidan av Långsjön och sträcker sig genom två kommuner: Stockholms kommun, där vägen börjar och Huddinge kommun, där vägen slutar. Kommungränsen passerar mellan Segeltorpsvägen nummer 74 och 76. Vid nuvarande nummer 49/51 ligger Herrängens gård med anor från 1600-talet. Innan vägen fick sitt nuvarande namn och nuvarande sträckning på 1930-talet fanns redan en vägförbindelse, men med avbrott vid Herrängens gård. Därifrån gick föregångaren till Segeltorpsvägen ända fram till Södertäljevägen. Nuvarande Segeltorpsvägen slutar i en vändplan vid Dalvägen, ungefär där gården Segeltorp en gång låg.
Bebyggelsen präglas huvudsakligen av småhus och villor. Det största antal villor kom till på 1940- och 1950-talen. Dessa byggdes av ägarna själva genom eget arbete men med instruktioner och material från Stockholms stad.

## Bilder

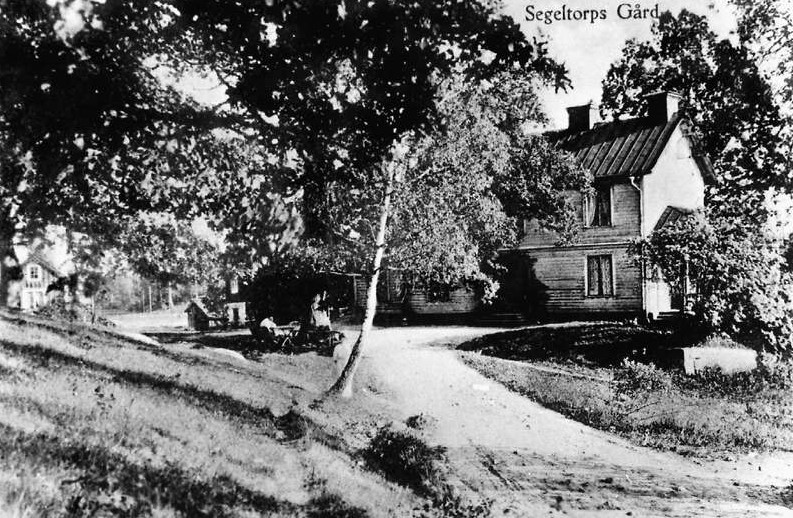
Segeltorps gård omkring 1910
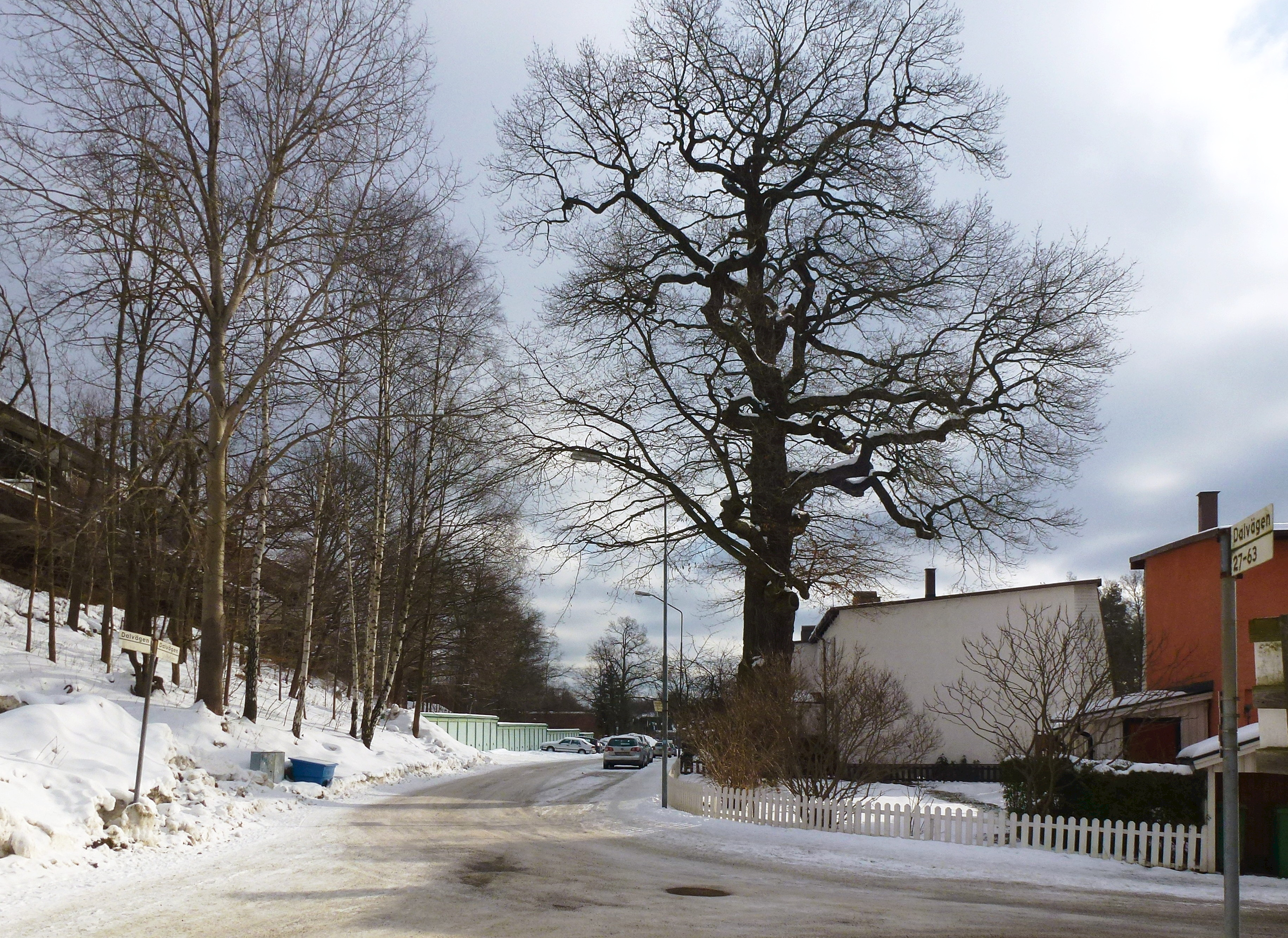
Platsen för Segeltorps gård med naturminnesmärkt ek, 2013
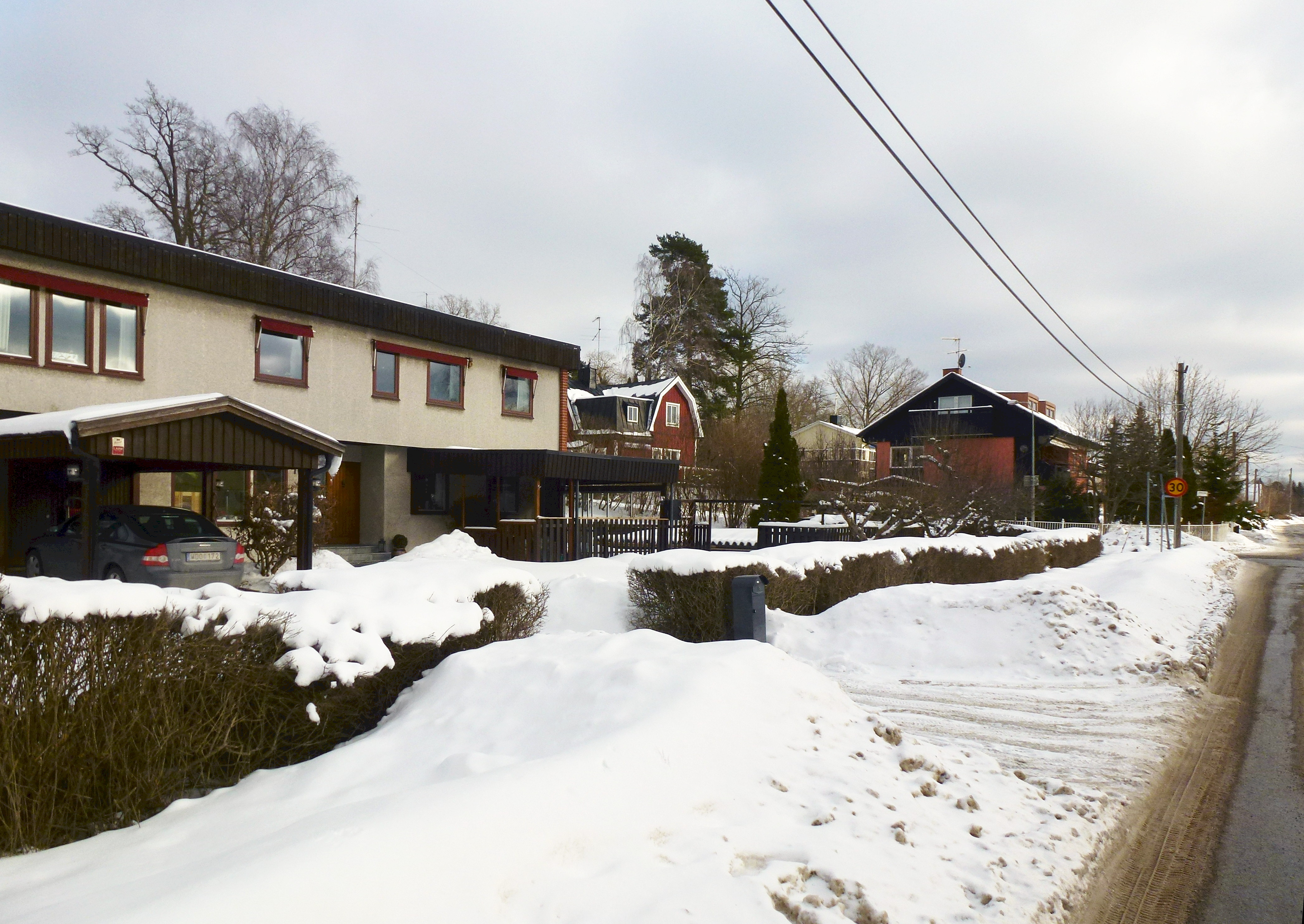
Segeltorpsvägen i Herrängen
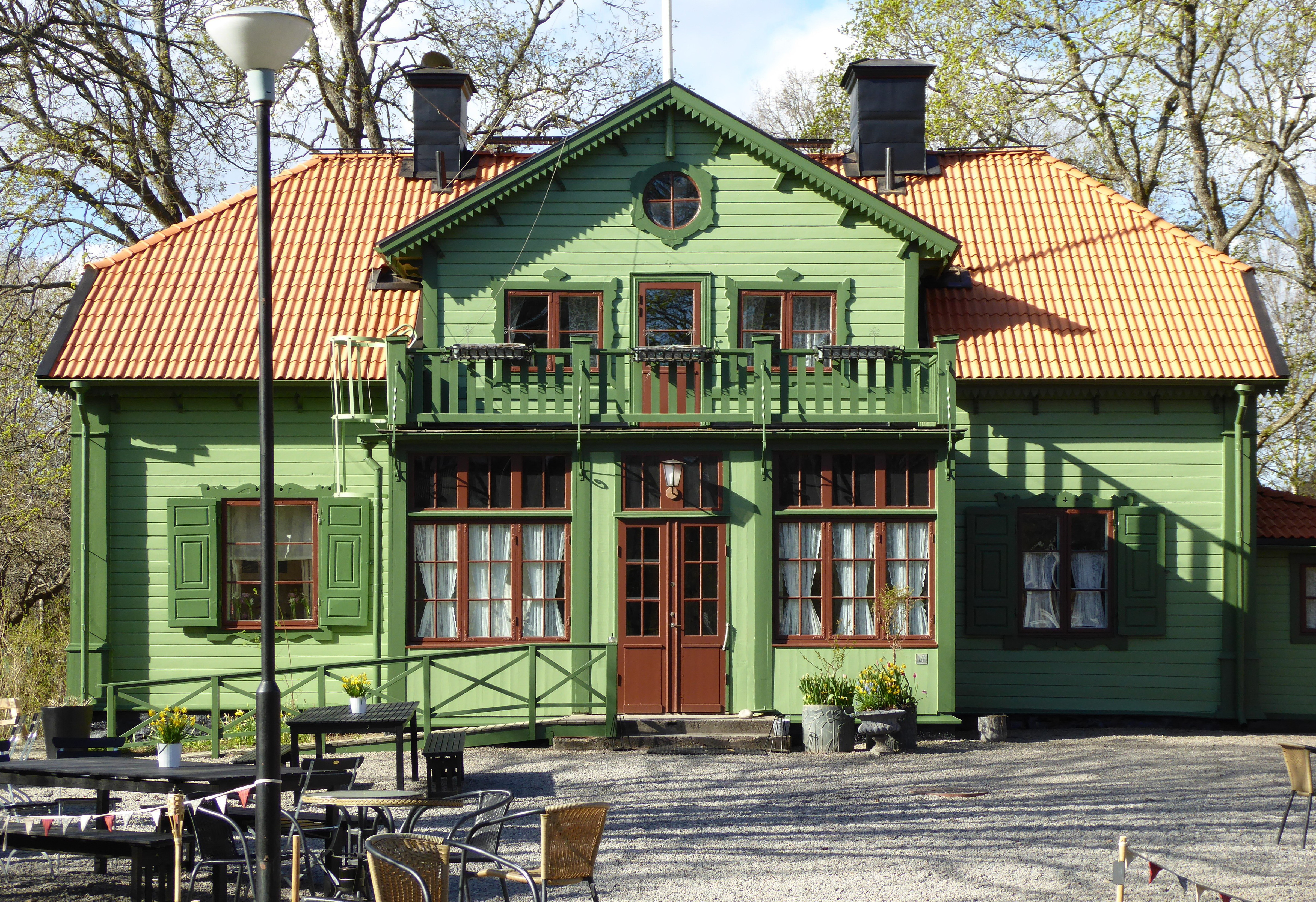
Herrängens gård i april 2015